# Santa Vitória do Palmar
Santa Vitória do Palmar là một đô thị thuộc bang Rio Grande do Sul, Brasil. Đô thị này có diện tích 5244,177 km², dân số năm 2007 là 31180 người, mật độ 5,95 người/km².